# 阿氏里奧鰩
阿氏里奧鰩（學名：Rioraja agassizii），被IUCN列為易危保育類動物，為軟骨魚綱鰩目單鰭鰩科里奧鰩屬的一種，分布於西南大西洋巴西的聖埃斯皮里托到阿根廷海域，深度可達130公尺，本魚吻寬闊且鈍，幼魚呈灰綠色，背部有褐色，成魚為深褐色至灰色，體長可達33公分，棲息在底質海域，為底棲性魚類，屬肉食性，以甲殼類、貝類及硬骨魚為食，卵生, 卵囊為長方形具有堅硬的觸角，生活習性不明，可作為食用魚。